# Saison 2 de What If...?
 (mars 2025).
Si vous disposez d'ouvrages ou d'articles de référence ou si vous connaissez des sites web de qualité traitant du thème abordé ici, merci de compléter l'article en donnant les références utiles à sa vérifiabilité et en les liant à la section « Notes et références ».
Chronologie
Saison 1 Saison 3
La deuxième saison de la série d'animation anthologique américaine What If...?, basée sur la série Marvel Comics du même nom, explore des lignes temporelles alternatives dans le multivers qui montrent ce qui se passerait si les principaux moments des films du Marvel Cinematic Universe (MCU) se produisaient différemment. La série se déroule dans le MCU. La saison est produite par Marvel Studios Animation, avec A. C. Bradley comme scénariste principal et Bryan Andrews comme réalisateur. L'animation de la saison est assurée par Flying Bark Productions et Stellar Creative Lab, Scott Wright étant responsable de l'animation.
Jeffrey Wright incarne le Gardien, qui raconte la série, aux côtés de nombreux acteurs des films du MCU qui reprennent leurs rôles. Le développement de la saison a commencé en décembre 2019, et le retour de Bradley et Andrews a été confirmé en novembre 2021. Le chef de l'animation de la première saison, Stephan Franck, a été révélé comme un autre réalisateur en décembre 2023.
La deuxième saison a débuté le 22 décembre 2023 sur Disney+ et diffusera chacun de ses neuf épisodes quotidiennement jusqu'au 30 décembre, dans le cadre de la phase cinq du MCU.

## Distribution
Sauf indication contraire, les informations mentionnées dans cette section peuvent être confirmées par les bases de données cinématographiques IMDb et Allociné,  présentes dans la section « Liens externes ».

### Acteurs principaux
- Jeffrey Wright (VF : Michel Vigné) : Uatu, le Gardien (The Watcher en version originale)
- Karen Gillan (VF : Laëtitia Lefebvre) : Nébula (épisode 1)
- Jon Favreau (VF : Yann Guillemot) : Harold « Happy » Hogan / Freak (épisodes 3 et 8)
- Hayley Atwell (VF : France Renard) : Peggy Carter / Captain Carter (épisodes 5, 8 et 9)
- Kawennáhere Devery Jacobs (VF : Esthèle Dumand) : Kahhori (épisodes 6 et 9)
- Benedict Cumberbatch (VF : Jérémie Covillault) : Docteur Strange Suprême (épisodes 6, 8 et 9)
- Cate Blanchett (VF : Juliette Degenne) : Hela (épisodes 7 à 9)

## Épisodes
Les neuf épisodes de la saison sont :

### Épisode 1:Et si... Nebula avait rejoint les cohortes de Nova?
- Mondial : 22 décembre 2023 sur Disney+

Dans cet épisode conté par Nebula, on découvre une réalité où Ronan trouve le moyen d'éliminer Thanos plutôt que de travailler pour lui, causant par la même la mort de Gamora. Nebula, dévastée et errant dans le vide spatial, fut sauvée par la Nova-Prime qui la recueillit et lui offrit un foyer sur Xandar. Elle s'engagea volontairement dans les Cohortes et prêta serment peu de temps avant que Ronan n'attaque la planète.
Face à ce danger sans précédent, la Nova-Prime décida d'isoler la planète avec un bouclier ayant une autonomie de 50 ans. Cinq ans après cette décision, la florissante civilisation de Xandar a massivement décliné et est en proie au crime. Lorsque Yondu Udonta est retrouvé mort, abattu en plein cœur, Garthan Saal et ses hommes voient là la mort méritée d'un criminel notoire mais Nebula, ayant un passif avec l'ancien Ravageur, soupçonne quelque chose de plus profond.
En utilisant un vieil enregistrement d'une de leurs conversations où il se met à siffler, elle retrouva sa flèche qui se révéla contenir des schémas techniques. Après avoir fait chou blanc sur l'analyse des données, Nebula reçut un appel de la Nova-Prime qui lui présenta ses condoléances formelles tout en renouvelant sa confiance en elle. Ensuite, sur canal sécurisé, elle la prévint de la chute imminente de Xandar, à l'aube.
Lui rappelant de se fier à son instinct, la Nova Prime ordonna à Nebula de sauver Xandar en usant de toute méthode jugée nécessaire. Acceptant, celle-ci se rendit dans un casino douteux où elle demanda au patron, Howard the Duck, s'il savait à quoi servent les schémas. C'est Korg, son barman, qui déchiffra les plans, correspondant à une vieille base de données contenant le code source du générateur du bouclier.
Elle décida de se rendre dans la base de données pour supprimer le code. Pour y parvenir, elle fait évader Yon-Rogg, un ancien officier de la Starforce Kree qu'elle a arrêté elle-même sur Xandar. Il l'aida à atteindre l'interface mais alors qu'elle se déconnectait après avoir supprimé les données et en avoir fait une copie dans sa mémoire, il la pirata pour les lui prendre puis l'abandonna dans la pièce qui se remplissait d'eau tandis que le système entrait en surchauffe critique.
Elle réussit à reprendre le contrôle juste à temps pour s'enfuir par l'évacuation mais se fit souffler par l'explosion de la base de données alors qu'elle nageait vers la sortie. Atterrissant à la sortie de l'évacuation, elle découvrit que Yon-Rogg était de mèche avec la Nova-Prime, qui, lassée de voir sa planète péricliter, a passé un accord avec Ronan en échange de la reddition de Xandar. Elle expliqua alors s'être servi d'elle pour récupérer le code sans être impliquée.
Lui lançant tout son dédain vis-à-vis de sa condition de cyborg, elle ordonna à Garthan Saal et son unité de l'éliminer et de faire disparaître son cadavre. Face à un trop grand nombre d'adversaires et affaiblie par l'explosion et les attaques de ceux-ci, elle se jeta dans le vide pour faire croire à sa mort, se réfugiant dans les bas-fonds. Elle se traina difficilement jusqu'au casino d'Howard où elle finit par s'effondrer.
Ce dernier la fit réparer mais lorsqu'elle lui demanda des armes, il se montra peu coopératif jusqu'à ce qu'elle lui rappelle que sous domination Kree, sa licence de débit de boissons lui sera retirée. Tout le groupe (Howard, Groot, Korg et un androïde) s'équipa alors tandis que Nebula s'installa un prototype de crète similaire à celui de Yondu pour contrôler la flèche. Ils lancèrent le raid sur le QG du Nova Corps déjà sous le contrôle de leurs ennemis.
Ils arrivèrent facilement dans le centre de commande mais trop tard pour empêcher l'ouverture du bouclier. Seulement, celui-ci se referma juste après, détruisant le vaisseau de Ronan avec lui à son bord. Nebula révéla alors avoir volontairement altéré le code et anticipé la trahison de Yon-Rogg. Elle avait compris le plan de la Nova-Prime dès l'instant où celle-ci lui a demandé d'user "de toute méthode jugée nécessaire", signe qu'elle avait enfreint le serment des Cohortes impliquant de "rester dans la Lumière".
Nebula se lança à la poursuite de la Nova-Prime tandis que Yon-Rogg et Garthan Saal sont tués par Korg, les hommes de Saal sont désarmés et neutralisés par le reste du groupe. La Nova-Prime embarqua dans un vaisseau mais Nebula en brisa la vitre et le fit s'écraser un peu plus loin. Après que la Nova-Prime eut tenté de se débarrasser d'elle, c'est cette dernière qui se retrouva suspendue à une corniche. Nebula lui tendit la main mais son ennemie tomba en essayant de l'abattre.
- Point de Bascule Temporelle : Ronan a décidé de tuer Thanos longtemps avant d’attaquer Xandar. (Le point peut remonter plus loin étant donné que Korg n'est pas devenu gladiateur sur Sakaar et que Howard se trouvait sur Xandar le jour de l'attaque.)
- Ainsi, dans cette version, Nebula s'affranchit bien plus tôt de l'emprise de Thanos, qui n'a pas l'occasion de se mettre sérieusement en quête des Pierres d’Infinité. Drax n’a apparemment jamais été envoyé dans la prison du Kyln, on peut supposer qu'en changeant l'ordre de ses cibles, Ronan n'a pas attaqué sa planète. Groot n’est plus avec Rocket, il se pourrait même que ces deux là ne se soient jamais associés. Yondu est mort sur Xandar au lieu de se sacrifier pour sauver Peter, celui-ci n'étant même pas mentionné.
- Zones d'ombre du scénario :
  - Le cadavre de Yondu est montré arborant le prototype de crète que Rocket lui installe dans "Les Gardiens de la Galaxie Vol. 2" après que Nebula a détruit celle qu'il portait avant, sauf qu'avec les changements de la chronologie, il n'y a pas de raison qu'il ait ce modèle-ci d'installé.

### Épisode 2:Et si… Peter Quill avait attaqué les plus grands héros de la Terre?
- Mondial : 23 décembre 2023 sur Disney+

L'épisode commence en 1988, 6 mois après que les Ravageur de Yondu Udonta ont enlevé Peter Quill. Celui-ci revient sur Terre à bord de la capsule d'Ego qui est abattue par l'Air Force avant de s'écraser à New York. Lorsqu'il sort de l'engin, il commence à détruire Midtown grâce à la puissance céleste héritée de son père. Au vu des dégâts qu'il est en mesure de commettre, Howard Stark et Peggy Carter, à la tête du Projet Pegasus, décident de réunir les meilleurs atouts de l'humanité pour le contrer.
Ainsi, Hank Pym est forcé de reprendre du service malgré toute la haine qu'il éprouve pour le SHIELD et emmène Hope avec lui, faute de baby-sitter. À lui s'ajoutent Bill Foster, son ex collègue dirigeant le projet Goliath, le Roi T'Chaka, venu à la demande d'Howard qui entretenait de bonnes relations avec son père, ainsi que le Soldat de l'Hiver, dépêché à le demande de Gorbatchev, qui veut absolument stopper la menace avant qu'elle n'atteigne l'Est. Peggy semble reconnaître Bucky mais Howard doute qu'il ait pu survivre à sa chute.
Le groupe est emmené sur la côte Est par le Dr Wendy Lawson à bord du prototype Asis. Ils retrouvent Peter à Conney Island, qui semble profiter de l'endroit comme un enfant ordinaire ... Tout en faisant exploser des stands au passage. Hank commence à le distraire avec ses fourmis pendant que les autres lui tendent un piège et que Wendy inspecte la capsule. Une fois attiré dans le palais des glaces, T'Chaka active un piège laser pour l'immobiliser, décapitant sa peluche au passage.
Malheureusement, cela ne fait que déclencher sa colère, le poussant à détruire le palais et bombarder ses assaillants. Face à sa puissance, le groupe tente de battre en retraite mais il réussit à retenir le jet. Soudain, la foudre s'abat sur lui, déclenchée par Thor, fraichement débarqué d'Asgard et venu exécuter le garçon, qui le confond avec le chanteur de Van Halen avant de s'évanouir. Une fois celui-ci placé en confinement, Thor explique le sort des 8 autres Royaumes ainsi que le plan d'expansion d'Ego, dont il a arraché la graine présente sur Terre.
De son côté, Hope, qui a subtilisé la carte d'accès de son père pour se balader librement dans la base, découvre la cage de Peter et fait connaissance avec lui. Après avoir vu leurs points communs et comprit sa motivation, elle utilisera la technologie de son père pour le libérer. Elle justifiera ensuite son geste en expliquant au groupe les motivations du garçon. Malheureusement, les membres ne sont pas d'accord sur la marche à suivre : Bill veut l'étudier, Thor envisage la torture et le Soldat de l'Hiver retire son masque et propose de l'éliminer.
Hope oppose son véto en rappelant qu'ils sont censés faire le bien et fait jurer à son père qu'ils aideront Peter, ce que Janet aurait fait, sans quoi elle ne dira pas où il est. Pendant ce temps, Ego, boudé par Peter qui refuse de lui répondre, décide de se rendre sur Terre directement, provoquant l'activation de la graine. Face à la menace, le groupe décide d'opposer le père au fils. Pym et Lawson sont en route pour le Missouri mais celle-ci se demande si le garçon voudra affronter son père, ce qui amuse Hank qui en déduit qu'elle n'a pas d'enfant.
T'Chaka, Bill et Thor, accompagnés de Peggy et d'un peloton de tank, décident de retenir Ego, le temps que Peter arrive. Malheureusement, ses pouvoirs lui permettent de créer une montagne, une armée et une immense statue de lui à partir de rien. Conscient que la graine ne doit pas rester à proximité du Céleste, Howard veut lui faire quitter la base en la confiant au Soldat de l'Hiver mais celui-ci est absent. Hank et Wendy retrouvent Peter devant la tombe de sa mère mais le Soldat est également là, prêt à éliminer l'enfant.
Alors que le combat tourne au désavantage du groupe, Peter explique que toute la destruction était du fait de son père, qui peut entrer dans sa tête. Il voulait rentrer pour être moins seul mais sans sa mère, il ne se sent plus chez lui. Le Soldat reçoit l'ordre direct d'abattre l'enfant de son haut commandement mais Howard brouille la communication pour le raisonner. Hank se confie sur le deuil qu'il traverse et sur l'expérience similaire qu'il vit. Howard parle à cœur ouvert à Bucky, lui rappelant qui il était et les amis qui croient en lui, dont Steve Rogers.
Le groupe étant submergé, Ego lance ses appendices de lumière et se saisit de la graine. Peter accepte d'aider à sauver la Terre et ils repartent vers la base. Juste avant que la graine n'arrive entre les mains du Céleste, Hank et Peter l'interceptent, revenus juste à temps grâce à l'Asis. Ils se rendent auprès d'Ego, où Peter le confronte. Quand celui-ci lui révèle par inadvertance avoir provoqué la mort de sa mère, Peter ingère la graine et utilise sa puissance céleste pour éliminer l'enveloppe de son père, neutralisant son armée par la même occasion.
- Point de Bascule Temporelle : Yondu décide d’honorer son accord en remettant Peter Quill à son père Ego au lieu de le garder pour en faire un Ravageur.
- Ainsi, dans cette version, Peter Quill ne deviendra pas Star-Lord et ne formera pas les Gardiens de la Galaxie mais acquiert ses pouvoirs célestes de manière permanente en ingérant l'une des graines de son père. Les événements liés à Asgard n’y auront pas lieu étant donné qu’elle a été détruite, cela pourrait aussi fortement compromettre la rencontre entre Thor et Jane Foster. Bucky Barnes commence à lutter contre l’emprise d’HYDRA à cette époque, pouvant possiblement empêcher le meurtre d'Howard Stark et sa femme en 1991. Henry Pym se réconcilie avec sa fille avant la fondation de Pym Tech, ce qui évitera son éviction par Darren Cross, qui ne deviendra pas MODOK à cause de la défaillance du Yellowjacket et ne mourra pas dans le Royaume Quantique. Scott Lang ne sera donc jamais recruté pour devenir Ant-Man et ne se retrouvera jamais réduit à moins qu'un atome, ce qui ne mettra jamais Hank sur la piste de Janet. Bill Foster devient Goliath et semble se rapprocher de Hank, ce qui pourrait mieux amener la confrontation vis à vis d'Ava. T'Chaka, en côtoyant des étrangers au Wakanda, pourrait changer d'avis à propos de son frère et ne pas le tuer à Portland en 1992, ce qui fait que N'Jadaka ne sera pas abandonné et ne deviendra pas Killmonger. Wendy Lawson teste elle-même le prototype Asis sur le terrain, ce qui empêchera Carol Danvers de devenir Captain Marvel et prolongera la guerre entre les Krees et les Skrulls, puis offre Goose à Peter, ce qui l'empêchera de faire perdre son œil à Nick Fury.
- La capsule de Peter atterrit à New York exactement là où les Avengers se rassemblent lors de la Bataille de New York.
- La version française de l'épisode contient une erreur : le Black Panther est nommé T'Challa, alors qu'il s'agit en fait de son père, T'Chaka.
- Zones d'ombre du scénario :
  - Howard Stark identifie le Soldat de l'Hiver à son arrivée alors qu'il est censé être une légende, ne laissant jamais de survivant derrière lui.
  - Thor explique qu'Asgard a subi l'Expansion mais il est impossible qu'Ego ait pu y entrer avec Heimdall qui en surveille les accès.
  - Hank rétrécit Peter alors qu'il ne porte pas de costume et n'est pas dans un conteneur, ce qui aurait dû le tuer, comme montré dans "Ant-Man".

### Épisode 3:Et si... Happy Hogan avait sauvé Noël?
- Mondial : 24 décembre 2023 sur Disney+

Hiver 2014, Tour des Avengers, New York. Happy tente d'organiser la fête de Noël des héros épaulé par sa nouvelle stagiaire Darcy Lewis et en collaborant difficilement avec le SHIELD. Justin Hammer et deux de ses hommes pénètrent alors dans la tour sous couvert de livrer des fleurs. Ils prennent alors en otage la fête et Justin pirate le système de la tour via la tablette d'un des employés. L'Iron Legion se précipite alors pour le stopper mais il réussit à la reprogrammer pour qu'elle se mette à son service.
Happy tombe par hasard sur Hammer alors qu'il cherche à forcer l'entrée du labo de Tony pour s'emparer d'un échantillon du sang de Hulk et se l'injecter. Il contacte Maria Hill pour la prévenir et se charge de mettre l'échantillon en sécurité. Il se fait repérer par les hommes de Hammer en entrant par un conduit d'aération et trouve la seringue contenant l'échantillon mais se l'injecte accidentellement. Maria, qui faisait diversion, est capturée. Happy commence à muter partiellement pendant sa fuite et cherche à contacter les Avengers.
Malheureusement, Natasha est à une représentation d'un ballet, aux prises avec une ex-agent d'HYDRA, Tony et Steve jouent le père Noël et son elfe dans un grand magasin et les choses dérapent quand les mères de famille essaient de s'approprier l'elfe Steve, Clint et Bruce galèrent à venir à bout de leur liste de course de Noël et Thor est hors monde. Seul face à une sentinelle de l'Iron Legion et avec sa mutation de plus en plus incontrôlable, il n'a d'autre choix que de fermer les yeux et de frapper, ce qui fonctionne.
Darcy se rappelle alors à son souvenir par talkie-walkie et il lui explique la situation. Elle lui conseille de faire appel à JARVIS mais celui-ci est déconnecté. Happy a alors l'idée d'utiliser une sauvegarde pour le remettre en route. Avant d'avoir pu finir d'expliquer son plan, il est de nouveau repéré par les hommes d'Hammer. Ceux-ci lui tirent dessus, le poussant prendre la fuite en se jetant par la fenêtre, utilisant un rouleau de spandex comme ligne de vie pour réduire l'impact de sa chute.
Son plan fonctionnera, jusqu'à ce qu'il passe à travers une baie vitrée plusieurs étages plus bas. La douleur accélère alors sa mutation et ses nouvelles amplitude et densité musculaire combinées à la force d'impact avec laquelle il a traversé la vitre le feront passer à travers trois murs, achevant sa mutation. Enthousiaste face à ses nouveaux dons, il fait un peu trop de grabuge en les essayant et se fait repérer par les hommes de Hammer. Ceux-ci le surprennent en train de donner des instructions à Darcy, comprenant qu'elle est au sous-sol.
Hammer rappelle ses hommes et y envoie les sentinelles pour la capturer tandis que Happy se retrouve à devoir se rendre pour la sauver. Il utilise alors l'ascenseur comme leurre et arrive en défonçant le sol. Il détruit les sentinelles avec facilité, ce qui fait fuir les hommes de main de Hammer, qui fuit également vers l'armurerie, y voyant un moyen de contre-attaquer. Happy libère les captives pour qu'elles relancent la sécurité de l'immeuble tandis qu'il poursuit Hammer jusqu'à l'armurerie.
Sur le chemin, il fait face à une armada de sentinelles qu'il écrase sans difficulté puis rejoint le fuyard qui s'équipe de l'armure Hulkbuster pour l'affronter. Leur combat les amène près de Darcy et Maria qui sont en train de relancer la sécurité. Après un moment, elles réussissent et installent WERNER, une IA germanophone nihiliste aimant disserter sur la vacuité de l'existence et refusant obstinément d'obéir aux ordres. Happy est forcé de venir à bout de Hammer tout seul, ce qu'il semble réussir à faire ... jusqu'à l'arrivée des Avengers.
Le surprenant en train de démembrer la Hulkbuster, les héros le prennent pour la menace et se lancent à l'assaut du monstre qui se défend bien. Steve semble le reconnaitre mais Tony rejette l'idée et reprend le combat. Darcy s'interpose pour calmer le jeu mais Natasha continue d'attaquer jusqu'à ce qu'Happy arrive à articuler une phrase. Darcy explique ensuite que c'est le pilote de la Hulkbuster qui est le méchant de l'histoire. Tony la désactive et Hammer se retrouve démuni face à eux.
- Point de bascule temporelle : Justin Hammer a décidé de se venger de Tony Stark. (Le point remonte certainement plus loin, Maria Hill étant directrice du SHIELD, et celui-ci est censé avoir été dissout au moment où l'Iron Legion a été créée par Stark)
- Dans cette version, Happy Hogan devient un colosse Gamma, ce qui provoquerait son intégration aux Avengers et pourrait compromettre sa rencontre avec May Parker. Darcy Lewis devient stagiaire de Happy, ce qui étonnamment, n'impacte en rien son futur. Justin Hammer a réussi à s'évader de prison, mais y retournera très vite après l'attaque de la tour.
- L'armure du protocole Veronica porte le nom de Hulkbuster, alors qu'elle n'est jamais nommée comme ça dans le MCU.
- Quand Darcy cherche la sauvegarde de JARVIS dans la salle des serveurs, elle cite les différentes sauvegardes, dont celle de FRIDAY, la future interface de Tony pour remplacer JARVIS, et celle d'EDITH 1.0, un prototype de celle utilisée pour gérer le satellite équipé de drones dans "Spider-Man: Far From Home".
- Quand les Avengers arrivent à la tour et se lancent à l'assaut contre Happy, ils prennent une pose similaire à celle au début de l'Ère d'Ultron.
- Référence à des films hors du MCU :
  - Maman, j'ai raté l'avion ! : Lorsqu'il donne ses motivations à l'assemblée d'invités de la fête, Justin Hammer parle de son enfance et référence ouvertement le scénario du film, au point qu'un invité et un de ses hommes lui font remarquer tant c'est évident, sans pour autant citer le titre.
  - Piège de Cristal : Le plan de Justin Hammer fait clairement référence à celui de Hans Grüber. Plus tard, lorsqu'il rampe dans le conduit de ventilation, Happy se lance dans un monologue dont le début est similaire à celui de John McLane dans la scène du conduit de ventilation. Le film est directement référencé par Darcy et Happy à plusieurs reprises plus tard. Enfin, quand Hammer tombe par la fenêtre, le plan sur sa chute est exactement semblable à celui de Hans Grüber à la fin du film.
  - Mission Impossible : Lorsque Happy est suspendu à la sortie du conduit la tête en bas en gardant le silence pour ne pas se faire repérer et rattrape son talkie-walkie de justesse avant qu'il ne touche le sol, la construction de la scène est similaire à celle où Ethan Hunt braque la banque de données de Langley pour obtenir la liste d'agents N.O.C.
  - Bulk l'Invincible : La version colosse Gamma de Happy est similaire à la parodie de Hulk du film (Massif, musculeux, violet et dépourvu de poils).
  - La Course au Jouet : Lorsque Happy appelle Bruce, celui-ci se dispute avec Clint à propos d'une figurine Iron Man ultra populaire dont il tient le dernier exemplaire disponible face à plusieurs enfants hystériques. Bruce lui demande de leur laisser la figurine mais Clint réplique qu'il a promis à sa femme de se procurer le jouet, sans quoi il aurait de gros problèmes. Ce segment est semblable à celui de Howard Langston dans le film.
  - Les Ailes de l'Enfer : Directement cité par Darcy alors qu'elle cherche Piège de Cristal.
  - Piège en Haute Mer : Directement cité par Darcy alors qu'elle cherche Piège de Cristal.
- Zones d'ombre du scénario :
  - Au début de l'épisode, JARVIS est censé être déconnecté, pourtant les sentinelles de l'Iron Legion fonctionnent de manière autonome, ce qui n'est pas possible puisque c'est JARVIS qui en a la charge.
  - Même avec l'absence de JARVIS, il parait peu probable que Justin Hammer ait réussi à acquérir le savoir nécessaire pour casser le cryptage de Stark en moins de 10 minutes en 4 ans et demi d'enfermement, en sachant qu'avant d'être emprisonné, il n'y connaissait rien et avait besoin d'un technicien pour gérer sa sécurité informatique, là où Tony a réussi à pirater le système de la Défense avec l'équivalent d'un smartphone et gérait lui-même sa sécurité à la même époque.
  - Clint parle de sa femme à Bruce tandis qu'Happy écoute alors que son existence est censée être secrète et ne sera révélée que quelques mois plus tard, après la capture de Strucker en Sokovie.

### Épisode 4:Et si... Iron Man avait rencontré le Grand Maître?
- Mondial : 25 décembre 2023 sur Disney+

L’épisode décide de raconter l’origine de l’un des Gardiens du Multivers : Gamora. Tout commence en 2012 durant la bataille de New York par les Chitauri où Tony Stark dévie un missile nucléaire vers le vaisseau-mère Chitauri, sauvant New York. Mais le trou de ver se referme avant qu'il ne puisse le franchir pour retourner sur Terre, Stark se retrouve à dériver vers d'autres confins de l'espace, jusqu’à ce qu’il atterrisse sur Sakaar où il rencontre le Grand Maître.
Le Grand Maître accueille chaleureusement Stark étant un grand fan qu’il prononce mal son nom de héro. Après que Stark se soit rendu compte où il se trouve et qu'on lui ait montré des rapports sur la victoire des Avengers sur les Chitauri et Pepper en tant que PDG par intérim de Stark Industries, il demande au Grand Maître s'il pouvait le ramener sur Terre. Le Grand Maître dit qu'il peut mettre Tony sur un zoom, mais il insiste pour qu’il reste pour célébrer son soi-disant vingt et unième anniversaire et après que Stark décline poliment en disant qu'il avait mis ses jours de fête derrière lui, il est forcé de rester.
Tony assiste au Grand Prix de Sakaar, une course à la mort où de nombreux coureurs s'affrontent pour le divertissement du Grand Maître à la grande horreur de Tony. Après que le Grand Maître ait surpris Tony, il a dit à Stark que sur Terre (qu'il a mal prononcé), que ça ce serait une course de survie et Tony répond que c'est comme une NASCAR intergalactique. Après qu'un Snuffy apparaisse et détruise les véhicules des coureurs, Stark intervient dans la course pour sauver Korg, mais il se retrouve confronté à Gamora, qui a été envoyée par Thanos pour tuer Stark en représailles pour avoir contrecarré l'invasion des Chitauri. Juste au moment où Gamora est sur le point de tuer Tony, l'exécuteur en chef du Grand Maître, Topaz, capture Gamora et Stark, et les emprisonne.
Stark réussit à retirer son implant et s'échappe de sa prison avec Korg en laissant Gamora derrière pour assurer sa sécurité mais celle-ci réussit à s’échapper et tente à nouveau de tuer Stark alors qu’il essaie de fuir la planète; Tony est sur le point d’éliminer Gamora mais lorsqu’il entend l’annonce du Grand Maître constatant son évasion, Tony comprend la dictature qu’inflige le Grand Maître aux habitants et décide donc de rester pour libérer les habitants de Sakaar du Grand Maître et ainsi donner tort à Gamora.
Avec Korg, Stark recrute Valkyrie à sa cause, construit un nouveau costume d'Iron Man à partir de la décharge de Sakaar et défie le Grand Maître dans une course pour le titre de souverain de Sakaar et la liberté du peuple tout en laissant le choix des véhicules aux joueurs, celui-ci accepte à la condition que Stark lui cède sa nouvelle armure en cas de victoire.
Le Grand Maître oblige Gamora à participer à la course. Alors que tous les pilotes sont en place, Le Grand Maître démarre avant le décompte de la course puis il utilise de nombreuses méthodes pour tricher, mais Stark avait anticipé le coup et transforme son armure en véhicule et en profite pour parler avec Gamora. Il partage avec elle les erreurs de son passé en vivant dans l'ombre de son père et l’incite à faire ses propres choix.
Grâce aux efforts de Gamora et de Valkyrie et surtout grâce aux réacteurs Arc, Stark parvient finalement à franchir la ligne d’arrivée mais le Grand Maître prétend qu’il y a égalité avec lui et que dès lors, le choix du gagnant lui revient et sans surprise, il se choisit lui-même, ce que le public n’approuve pas. Après que Tony lui rapelle qu'il avait gagné de manière équitable, le Grand Maître ordonne à Topaz de tuer Stark, mais Valkyrie démoli la voiture de Topaz avec lasienne, ce qui amene le sceptre du premier à toucher le Grand Maître et à le faire fondre comme une flaque d'eau, laissant Korg dire qu'il sent comme un mauvais choix de vie. Valkyrie est couronnée nouvelle souveraine de Sakaar par le peuple. Après avoir célébré la victoire, Stark s’apprête à rentrer sur Terre pour revoir Pepper et ses amis mais Gamora emmène Stark à Thanos.
Au Sanctuaire, Thanos fait l'éloge de Gamora pour avoir capturé Tony et dit à ce dernier qu'il s'attendait à plus. Finalement, Gamora convaincue par Stark de forger son propre chemin plutôt que de vivre dans l'ombre de son père, utilise le sceptre de Topaz pour tuer Thanos avec l'aide de Stark.
Scène post-générique
- Point de Bascule Temporelle : Tony Stark n’a jamais réussi à sortir du portail lorsqu’il dévie le missile vers le vaisseau des Chitauris durant la bataille de New York.
- Ainsi, dans cette version, Tony Stark ne rentre pas en conflit avec Aldrich Killian dans Iron Man 3 et ne crée pas par la suite Ultron dans Avengers : L'Ère d'Ultron. Gamora n’intégre pas les Gardiens de la Galaxie, et Hulk ne devient pas le champion de Sakaar. Enfin, dans cette version, Thanos ne se met pas en quête des pierres d'infinité et n'efface pas la moitié de l'univers.

### Épisode 5:Et si... Captain Carter avait combattu l'Écraseur d'Hydra?
- Mondial : 26 décembre 2023 sur Disney+

Même si le Gardien est contre les suites, celui-ci décide de faire une exception pour Captain Carter étant une des Gardiens du Multivers et décide de poursuivre son histoire au moment où elle est revenue au XXIe siècle par un portail. Peggy mena Les Avengers qui étaient composés d’elle, Black Widow, Iron Man, Thor, Hawkeye et la Guêpe contre les Chitauri en plein New York, Captain Carter bloque les tirs qui lui sont destinés puis elle ordonne aux Avengers de contenir les combats, elle et Black Widow se frayent un chemin pour affronter Loki au sommet de la tour Stark.
Quelque temps après, Carter et Black Widow se rendent à Washington, D.C. pour recevoir une nouvelle mission de la part de Nick Fury en reprenant le Lemurian Star à des pirates dirigés par Georges Batroc. C’est à ce moment précis qu’elle est revenue dans son univers après son affrontement contre Ultron. Après avoir retrouvé Natasha et repris le navire aux pirates, Natasha révèle à Carter que les pirates ont cherché l'armure de l’Écraseur d'HYDRA et qu’il contient quelqu’un à l’intérieur, ce qui avait fait espérer à Carter que Steve Rogers est en vie. Soudain, l’Écraseur d'HYDRA s’active et les attaque, envoyant les deux femmes courir pour leur vie. Une fois qu'ils sont au-dessus du pont, Carter frappe la plaque frontale de l'armure et aperçoit le visage de Rogers. Elle et Black Widow sautent ensuite dans l'eau alors que l’Écraseur d'HYDRA tire un barrage de missiles.
À leur retour au Triskelion, Peggy reproche à Fury de lui avoir dit que Rogers était mort en mission en Argentine en 1953 alors qu'il traquait les bases restantes d'HYDRA avec Bucky Barnes. Fury admet qu'il y a eu des rumeurs sur la survie de l’Écraseur d'HYDRA depuis les années 1960, provoquant des actes de terreur de masse qui ont tué plusieurs agents du S.H.I.E.L.D. Ils soupçonnaient que la Chambre Rouge était responsable de la recherche et de l'hébergement de l’Écraseur d'HYDRA ; Black Widow a caché cette information de peur de briser le cœur de Carter deux fois. Déterminée à sauver Rogers, Carter insiste pour contrecarrer sa prochaine mission, malgré l'insistance de Fury et de Black Widow sur le fait que l'homme qu'elle aimait n’existe plus.
Aux États-Unis, Bucky Barnes, qui est maintenant un vieil homme et le secrétaire d'État des États-Unis, fait pression sur le Conseil de sécurité mondial pour plus d'aide financière à la Sokovie avant d'être interrompu par Brock Rumlow et le S.T.R.I.K.E. qui l'avertissent que sa vie est peut être en danger. Carter intervient ensuite alors que l’Écraseur d'HYDRA attaque le Triskelion, permettant à Rumlow de mettre Bucky en sécurité. Alors que Black Widow confronte Rogers depuis son Quinjet, Bucky s'interpose entre eux et tente de faire appel émotionnellement à son meilleur ami. Carter intervient, incitant l’Écraseur d'HYDRA à voler directement dans le ciel. Elle parvient à l'assommer et Black Widow les attrape tous les deux en l'air.
Ils fuient vers une maison de sécurité à St. Kilda, Écosse. En analysant le costume, ils déterminent que c'est la raison pour laquelle son corps ne vieilli pas, mais que c'est la seule chose qui le maintient en vie. Chaque activation augmente le risque de provoquer sa mort, c'est pourquoi la Chambre Rouge l'a utilisé avec parcimonie. Prédisant que les gouvernements mondiaux seraient prêts à faire en sorte que Rogers soit "gelé dans la carbonite" pour la récente attaque, Carter refuse d'impliquer Tony Stark ou Bruce Banner pour obtenir de l'aide et décide plutôt de trouver la Chambre Rouge pour trouver un moyen de sauver Steve. Black Widow admet avoir tué le chef de la Chambre Rouge, le Général Dreykov mais l'organisation s'était cachée. Rogers reprend alors conscience et propose de les aider. Black Widow le considère avec hostilité, mais Carter est prête à lui faire confiance.
Rogers les conduit à une ancienne base militaire sokovienne utilisée par les Soviétiques. Après que Rogers ait envoyé un appel de détresse à la chambre rouge, Black Widow s'excuse et accorde à Carter et Rogers un peu d'intimité. Alors qu'ils se rattrapent, Carter demande pourquoi il n'a jamais déménagé et fondé une famille comme Bucky, il admet qu'elle est la seule femme qui compte pour lui. Les amants perdus sont sur le point de s'embrasser lorsque toute la ville d'automates commence à les attaquer avec des Widow Bites.
L’Écraseur d'HYDRA s'arrête au milieu des combats tandis que Carter et Black Widow succombent aux attaques électriques. C’est là où la Chambre Rouge qui est dirigée par Melina Vostokoff, la mère de substitution de Natasha apparaît. Elle leur révèle qu’elle a tout planifié depuis que le Lemurian Star a été découvert et que l’attentat contre Bucky n’était qu’un prétexte pour attirer Carter. Lorsqu'on leur a offert la chance de se rendre, naturellement, les deux Avengers choisissent de se battre. L’Écraseur d'HYDRA s'attaque ensuite à Carter tandis que Black Widow fuit un groupe de Veuves de Melina, ce qui conduit à une poursuite dans toute la ville.
Les veuves de Melina sont sur le point d’écraser Black Widow avant qu'elle ne les désactive avec une morsure de veuve. Cependant, Melina parvient à l'épingler et commence à l'étouffer. Pendant ce temps, Carter a du mal à atteindre Rogers alors qu'il l'attaque violemment. Peggy admet qu'elle en a marre de se battre et qu'elle veut juste être avec lui même s'il la tue, cela fait que Rogers se libère de l’emprise de la Chambre Rouge. Cependant, alors qu'il regarde la Chambre Rouge, Carter réalise rapidement ce qu'il a l'intention de faire et le supplie frénétiquement de ne pas la quitter. Alors qu'il décolle, Black Widow le repère, frappe Melina et l’attache à un câble, traînant Melina à la suite de l’Écraseur d'HYDRA. Rogers fonce dans la Chambre Rouge pour la détruire et tue Melina au passage. Carter et Black Widow fuient ensuite la région avant que la forteresse flottante ne s'effondre. En observant tout cela, le Gardien remarque que bien que ce ne soit peut-être pas une fin heureuse, l'histoire de Carter n'est pas encore terminée.
- Suite de l'histoire de Captain Carter avec un second Point de Bascule Temporel : Au lieu de faire sauter une bombe dans le bureau de Dreykov à Budapest, Natasha Romanov le tue au corps-à-corps.
- Ainsi, dans cette univers Bucky Barnes remplace Alexander Pierce et n'assume pas la fonction de secrétaire du Conseil de sécurité mondiale, mais celui de secrétaire d'État des États-Unis. Natasha Romanoff affronte la Chambre Rouge avec Captain Carter au lieu de retrouver sa fausse famille et elle ne cherchera pas à guérir les autres Veuves. Melina Vostokoff a pris le commandement de la Chambre Rouge au lieu de Dreykov et il ne changera pas sa fille en Taskmaster. Au lieu de Hulk, c’est Hope van Dyne sous le costume de la Guêpe qui à rejoint les Avengers durant la bataille de New York.

### Épisode 6:Et si...Kahhori avait refait le monde?
- Mondial : 27 décembre 2023 sur Disney+

L’épisode commence à Asgard recouverte de flammes où Odin a péri dans le Ragnarok par Surtur sans avoir envoyé le Tesseract  sur Terre. Une fois Asgard détruit, le Tesseract survit au Ragnarok et a dérivé dans l’espace jusqu’à atterrir sur Terre chez les Iroquois en Amérique.
À la fin du XVe siècle, Une Mohawk nommé Kahhori accompagnée par son frère cadet, Wáhta, couraient à travers les champs de maïs et jusqu’à l'ancien champ de bataille et Wáhta l'avertit de ne pas approcher selon la légende qui dit qu’il serait maudit. Kahhori lui répond que c’est par rapport au lac interdit qui contient un grand pouvoir pour les emmener dans le monde du ciel et que les gens se sont battus pour le contrôle du lac au lieu de se rassembler. Wáhta lui annonce également que des gens grands, forts et musclés sont entrés dans le lac et qu’ils ne sont jamais revenus mais Kahhori lui fait voir le lac pour lui prouver qu’il n’est pas dangereux et que ce n’est qu’un mythe.
En entendant un coup de feu au loin, Kahhori et Wáhta se précipitèrent à leur village qui a été ravagé par les conquistadors et se font tout de suite repérer par les soldats. En essayant de fuir, ils tombent accidentellement dans un gouffre et trouve finalement le lac interdit et réalise que l'autre lac était un leurre. Lorsque Kahhori essaya de distraire un conquistador, elle fut touchée par l’une de ses balles et elle tomba dans le lac, ce qui l'a emmenée dans le monde du ciel. Elle perdit très vite connaissance en voyant Atahraks, l’un des habitants de ce monde. Le Gardien explique qu'après la destruction d'Asgard, le Tesseract a libéré de l'énergie de la pierre de l’espace, offrant son pouvoir au lac. Il ajoute également que d'autres tribus ont disparu dans ces eaux, pour ne jamais revenir et que la cupidité et le chagrin ont déclenché une terrible bataille entre les nations environnantes. Mais à la fin de la guerre, les nations firent la paix, et le lac fut déclaré maudit.
Lorsque Kahhori se réveilla, Atahraks lui dit que l'esprit de la lumière bleue s'infiltre dans tout : l'eau, la terre et les plantes. Il dit également à Kahhori que lorsqu'ils mangent les spiritueux, ils prennent une partie de leur pouvoir et que le simple fait d'être dans le monde du ciel la changeait. Après avoir réalisé qu'elle devait rentrer chez elle, Atahraks l'a arrêtée et lui expliqua qu’au monde du ciel, on ne vieillit plus et on ne meurt pas.
Pendant ce temps, le chef des conquistadors, Rodrigo Gonzolo se présente aux Mohawks et exige d’eux qu’ils leurs indique l’emplacement du lac interdit car ils pensent que c’est la Fontaine de Jouvence afin de le revendiquer au nom de l’Espagne et de la reine catholique Isabelle. Juste au moment où il était sur le point de tirer sur la tribu pour leur silence, les autres conquistadores arrivèrent pour leur montrer Wáhta en lui révélant qu’ils ont trouvé le lac interdit.
Dans le Monde du Ciel, malgré les tentatives d’Atahraks de la dissuader, Kahhori insiste pour retourner dans son monde mais Atahraks lui explique que l'eau les a amenés ici pour une raison et il lui dit également de ralentir et de sentir l'esprit de l'endroit. Après quelque temps de concentration, Kahhori réussit à maîtriser le pouvoir de la tribu au grand étonnement de Atahraks puis Kahhori décida d’utiliser ses pouvoirs pour franchir le portail mais Atahraks lui annonce que beaucoup de gens ont essayé de quitter le monde de ciel mais aucun n’a réussi car le portail est hors de portée. Kahhori essaie par tous les moyens de l’atteindre mais elle échoue à chaque fois. En entendant le signal, Atahraks lui annonce que c’est le début de la chasse aux fruits du monde du ciel.
Lorsqu’ils rejoignirent le groupe de chasse, Atahraks lui dit comment fonctionne la chasse et Kahhori lui demanda pourquoi ils ne pouvaient pas simplement la ramasser. Il lui répondit que ce ne serait pas amusant de cette façon. Atahraks montre à Kahhori la méthode pour passer au-dessus des bisons sans passer par devant mais Kahhori utilise ses pouvoirs allant jusqu’à courir trop vite. Elle réussit à s’arrêter et utilise la télékinésie pour prendre le fruit du bison, au grand étonnement des autres qui sont impressionnés.
Au lac Interdit, Rodrigo admire le pouvoir du lac et demande à ses Conquistadores de plonger pour vérifier ses pouvoirs de jeunesse, mais ils se rendirent compte trop tard que le lac aspirait ses soldats où certains essayaient de sortir. Rodrigo a ordonné au reste des Conquistadores d’enchaîner les Mohawks pour leur retour en Espagne. Les conquistadors atterrirent dans le monde du ciel et décidèrent d’attaquer le campement du peuple du ciel en pleine célébration, pensant qu’ils possèdent un trésor derrière une telle magie. Kahhori les en empêcha et leur demanda ce qu'ils avaient fait à son peuple. Atahraks essaya de l'arrêter, mais Kahhori leur dit qu’ils ont oublié leurs origines et qu’ils préfèrent rester dans leur confort sans se préoccuper du danger sur leur peuple alors qu’ils possèdent les pouvoirs nécessaires pour les sauver. Kahhori réussit à atteindre le portail. Elle annonce aux autres qu’elle se battra pour son peuple et leur demande de se battre alors qu’ils ne sont pas convaincus. Kahhori décide de partir et revient dans son monde. Elle découvre les dommages causés par les conquistadors et qu’ils ont enlevé son peuple. Quand elle essaie de bloquer les boulets de canon, l'un d'entre-eux l'a frappe et quand Rodrigo s'apprête à l'achever, les gens du ciel viennent l'aider et avec cela, les conquistadors sont vaincus et les Mohawks libérés.
- Point de Bascule Temporelle : Surtur a décidé de provoquer le Ragnarök des siècles plus tôt.
- Ainsi, dans cette version, Odin meurt avec Surtur et tous les Asgardiens sont annihilés par le Ragnarök. Le Tesseract atterrit en Amérique à l'époque de la Confédération au lieu de la Norvège et elle ne sera pas trouvée par HYDRA durant la Seconde Guerre mondiale. Carol Danvers ne deviendra pas Captain Marvel à cause de l'énergie du Tesseract.

### Épisode 7:Et si...Hela avait trouvé les Dix Anneaux?
- Mondial : 28 décembre 2023 sur Disney+

Le Gardien raconte qu’Odin a cherché à unir les neuf royaumes sous le trône d’Asgard et qu’il a combattu aux côtés de son exécutrice, Hela. Un par un, les branches de l’Arbre du Monde tombaient sous leur contrôle, mais Hela en voulait plus. Après avoir dit à Odin ses ambitions, Odin dit qu’il arrive un moment où un guerrier doit déposer son épée et abandonner le combat et que si Hela refuse, elle sera obligée de le faire. Alors que dans la réalité principale, Odin avait banni Hela à Hel, dans cette réalité alternative, l’insolence de Hela a inspiré une autre idée. Odin lui dit qu’aucun dieu ne devrait avoir la domination sur la mort qui a si peu d’appréciation pour la vie, et il la bannit en Chine sur Terre.
Comme les Dix Anneaux qui alimentaient son pouvoir, Wenwu savait trop bien que les forces les plus puissantes sur Terre venaient souvent de l’au-delà, et qu’il était sur le point de découvrir quelqu’un de bien plus intrigant qui était tombé du ciel. Hela, ennuyée d’avoir été envoyée sur Terre, ordonne aux guerriers de Wenwu d’aller lui chercher sa couronne avant que Wenwu apparaisse et déclare qu'il est le seul qui donne des ordres autour de lui. Hela se moque des Dix Anneaux, à laquelle Wenwu prétend que la plupart des gens font bien de le craindre, et Hela est d’accord, mais elle affirme ensuite qu’elle n’est pas "la plupart des gens" et qu’elle est la déesse de la mort. Après leur bataille, Hela affirme que si seulement elle avait sa couronne, Wenwu s’agenouillerait devant elle, chose à laquelle il lui demande de lui montrer. Elle tente de prendre sa couronne du sol, mais elle en est incapable, Wenwu prend pitié, et l’invite à son quartier général.
Au quartier général des Dix Anneaux, Wenwu offre à Hela une invitation à dîner et Hela accepte, disant qu’elle a été soumise à de pires formes de torture. Quand Wenwu la voit dans sa robe, il mentionne que le rouge est en fait la couleur de la bonne fortune et que les mariées le portent même le jour de leur mariage. Hela crache dans son verre et n’est pas amusée à l’idée du mariage, disant qu’il n’a pas mentionné que son "emprisonnement" serait une peine à vie. Wenwu la rassure sur le fait qu’il ne propose pas le mariage, mais une alliance et qu’il voit un combattant en elle. Hela a dit qu’Odin a vu une fois le même combat et qu’il l’a exploité et nourri et une fois que son ambition a dépassé la sienne, il l’appela un monstre auquel Wenwu répondit qu’il n’était pas Odin et que les Dix Anneaux étaient un cadeau qui lui avait été donné et un cadeau qu’il avait rendu au monde en retour. Wenwu dit alors que leur monde est en proie à des forces dangereuses, à laquelle Hela demande s’il l’a prise pour elle et Wenwu dit qu’Odin peut craindre le combat à Hela, mais il ne le fait pas. Wenwu lui propose de se battre avec lui et qu’ensemble, ils peuvent protéger le monde, avant de se pencher pour l’embrasser. Alors qu’ils s’apprêtent à s’embrasser, Hela profite de l’occasion pour l’assommer, et dit qu’il a l’air plus beau de cette façon, avant de s’échapper.
Après être tombée dans l’écurie et s’être liée d’amitié avec Morris, Hela s’échappe et le suit dans la forêt et elle admet qu’elle est intriguée, mais si la balade de Morris ne porte pas de fruits, ce serait de sa faute. Soudain, la forêt commence à se fermer, et Morris avertit Hela de fuir la forêt fermée et elle parvient à survivre, mais Jiayi l’attaque de nulle part, conduisant Hela à tomber de la vue de Heimdall. Après que Hela se réveille, Jiayi se présente, et qu’elle parle au nom du conseil de Ta Lo et qu'ils savaient qui est Hela et que Morris les a renseignés. Hela a dit qu’elle ne savait pas qu’une telle magie existait encore sur Midgard et Jiayi a dit que leur royaume est une frontière protégeant le peuple de la Terre des menaces du monde souterrain, comme Hela. Hela a assuré Jiayi qu’elle ne veut pas de mal et que sa querelle est avec Wenwu, Odin et Frigga. Hela a essayé de prendre les armes en son nom, mais a échoué et Jiayi a dit à Hela que l’on ne peut pas repousser les ténèbres avec plus d’obscurité, seulement la lumière. Hela a demandé à Jiayi de lui enseigner la pratique de Ta Lo et Shunyuan lui a demandé pourquoi ils feraient cela, et Hela a répété ce que Jiayi a dit plus tôt. Jiayi a demandé à Hela de regarder le soleil et que lorsqu’il atteindra son zénith, son entraînement commencera.
Pendant ce temps à Asgard, Heimdall demande à Odin de lui pardonner car à l'endroit où Hela est partie, il ne peut plus la voir. Odin lui demanda s’il pensait qu’Hela était morte, et Heimdall dit qu’il y en a un qui était en possession d’un grand pouvoir et des Dix Anneaux qui pourraient détruire un dieu. Odin a dit que si un tel pouvoir existe effectivement sur Midgard, on ne saurait dire de quoi son peuple pourrait être capable et que leur âge de paix serait de courte durée. Après un flashback du passé de Hela et une série d’entraînements, elle a vu Odin venir pour elle, alors elle attrape l’armure Dragon Scale pour lui faire face et Jiayi lui demande si elle est prête à partir si tôt alors que son entraînement est loin d’être terminé. Hela dit qu’Odin terrorise la campagne en son nom et il doit être arrêté. Jiayi a dit que les Ta Lo sont des gardiens, pas des combattants et Hela a deviné que c’était la différence entre elle et Jiayi et que sans combat, elle n’est personne. Jiayi avertit Hela que si elle choisit ce chemin, elle doit le suivre seule et Hela dit qu’Odin a choisi son chemin il y a longtemps et que si jamais elle souhaite être libre de choisir le sien, alors elle doit lui faire face avec ou sans Jiayi.
De retour au quartier général des Dix Anneaux, ces derniers se retrouvent attaqués par les forces d’Odin et Wenwu dit à ses hommes de se replier derrière la porte. Hela apparaît et l’aide à se battre, Wenwu a dit qu’il manque personnellement la robe, et après avoir combattu certains des soldats d’Odin, Odin lui-même apparaît et dit à Hela que quand elle est tombée de la vue de Heimdall, il craignait le pire et il ajoute qu’il est venu de loin pour venger son nom, laissant Hela sceptique en demandant s’il est venu pour les Dix Anneaux. Odin dit que les Dix Anneaux n’appartiennent pas à des mains primitives, et il veut aussi que Hela retourne à ses côtés afin qu’ils puissent mettre Midgard sous leur protection, mais elle refuse. Hela ordonne à Odin de partir et de ne jamais revenir et après qu’Odin a exigé qu’elle lui obéisse, Hela a répondu qu’il avait son trône, qu'il l'a bannie, a oublié qu’elle était sa propre fille et qu’elle ne prendrait plus partie à sa conquête. Odin réplique qu’il l’a dépouillée de sa couronne et que sans elle, elle n’est rien mais Hela dit qu’elle n’est pas seule, et elle dit à Wenwu qu’ils doivent se séparer de Gungnir. Après avoir bloqué son explosion, Odin a demandé ce que c’est et Hela a répondu que Jiayi lui a appris : que les ténèbres ne peuvent pas repousser les ténèbres et que seule la lumière peut et Wenwu ajoute qu’ils sont ici pour lui prouver ce fait.
- Point de Bascule Temporelle : Odin a décidé de bannir Hela sur la Terre en lui retirant ses pouvoirs et en envoyant sa couronne après l’avoir enchantée (de la même manière que Thor).
- Ainsi, dans cette version, Hela devient une libératrice et s’associe avec Xu Wenwu, elle  n’enverra pas Thor sur Sakaar et ne provoquera pas le Ragnarök par sa soif de conquête. Xu Wenwu ne rencontrera pas Ying Li, qui fait que Shang-Chi et Xialing n’existeront pas dans cet univers. Xu Wenwu ne créera pas une organisation criminelle au vingtième siècle, ne créant pas Iron Man. Thor n’hérite pas de Mjolnir. Gamora ne perd pas sa famille, ni son peuple et ne deviendra  pas la fille adoptive de Thanos.
- Zones d'Ombres du scénario : On ignore si Surtur est toujours vivant et si le Ragnarök aura lieu. Lorsque Hela est sur le point d'affronter Thanos, on ignore l'issue du combat.

### Épisode 8:Et si...les Avengers se rassemblaient en 1602?
- Mondial : 29 décembre 2023 sur Disney+

Thor, Hela, Nick Fury, et beaucoup d’autres personnes, assistent à une pièce jouée par le prince Loki, tout en tenant un crâne. Thor exprime son aversion pour la pièce et se moque du jeu de Loki, souhaitant jeter des choux. Soudain, une autre faille dans la réalité se produit dans le ciel au-dessus d’eux, beaucoup aux horreurs du peuple. Ils s’échappent, mais Loki est tiré par la faille, car il agit toujours malgré la foule qui s’enfuit. Carter parvient à l’attraper et le tirer vers le bas avec une corde alors qu’il est sur le point d’être aspiré dans la faille. Hela est attirée par la faille, mais Carter est incapable de la tirer vers le bas, et Hela est aspirée dans la faille. Elle se ferme, et tout le monde suppose que Hela est morte, couronnant Thor comme leur nouveau roi. Thor blâme alors Carter pour la mort supposée de Hela, disant qu’elle avait échoué et ordonne qu'elle soit capturée. Carter s'échappe.
Tout en contemplant le monde où elle se trouve, Carter est capable d’entendre Le Gardien parler d’elle et est visiblement ennuyée. Elle dit que, d’après ce qu’elle sait, deux périodes, le 21ème et le 17ème siècle, sont compressées ensemble, et si elle ne trouve pas un moyen de les décompresser, cet univers se brisera. Elle exprime son désir de sauver cet univers de son destin imminent, mais le Gardien lui dit que cet univers est destiné à être détruit, et que c’est un cycle normal dans le Multivers. Il propose de la ramener dans son univers d’origine, mais elle refuse, et se rend au château où se trouvent Scarlet Witch, Thor, Fury et Sir Hogan. Alors que les fissures grandissent en force et en nombre à travers le monde, Thor devient impatient et exige Carter, mais Maximoff lui dit qu’elle croit toujours que Carter est la clé de leur survie. Elle ne pense pas que Carter est la cause de l’effondrement de l’univers, et elle croit qu’il y en a un autre, comme Carter. Un "Précurseur", d’un temps encore à venir, ignorant que leur présence dans cet univers le fait s’effondrer. Quand Hogan demande à Maximoff comment ils peuvent trouver cette personne, elle répond que c’est au-delà de ses capacités. Carter entend, et remercie Fury pour sa nouvelle découverte, avant de quitter le château.
Carter trouve Tony Stark et explique à Stark ce qu’est le Précurseur et qu’elle le cherche, car elle croit qu’ils dégagent la même énergie que les déchirures en réalité. Stark explique que théoriquement ils pourraient, mais ils auraient besoin d’une grande quantité de magie pour le faire. Carter se souvient alors du sceptre de Thor, et Stark suggère qu’elle aurait besoin de quelqu’un pour le voler, elle lui demande alors à qui. Loki et quelques autres nobles sont dans une voiture quand ils sont interceptés par Steve Rogers, Bucky Barnes et Scott Lang, qui volent les trésors sur la voiture. Carter marche vers eux et demande quelque chose à boire, au grand choc de Rogers, comme dans cet univers, sa Peggy est morte. Ils se regardent dans les yeux, et Loki s’en sert pour s’échapper. Carter sauve Rogers juste au moment où la voiture est sur le point de les écraser, et il les invite à sa cabane secrète dans les arbres.
Dans sa cabane, Steve demande si elle a besoin de lui pour voler le sceptre du roi Thor et elle dit oui. Steve dit également que la plupart des gens seraient à moitié furieux à l’idée d’être coincé dans un monde étranger, mais Carter l’ignore parce qu’à ce moment-là, être au mauvais endroit au mauvais moment est sa spécialité. Steve demande à Carter s’il y avait un autre Steve Rogers dans son monde, à qui elle dit oui. Carter demande à Steve s’il va l'aider, même si elle n’est pas sa Peggy et Steve répond que sa Margaret voudrait aussi sauver cette période et que c’est sa spécialité. Soudain, Hogan et les Royal Yellowjackets envahissent la cabane et disent que le roi veut Carter vivante et que le reste est à eux. Après que Barnes ait tiré sur Hogan avec des flèches, Steve l’avertit de ne pas le mettre en colère, puis le Destructeur apparaît et détruit la cabane dans les arbres, conduisant Hogan à penser qu’ils sont morts. Alors que Carter essaie de se protéger de l’explosion du Destructeur, elle dit à Hogan qu’elle essaie de sauver leur réalité. Ce dernier éclate de rire et s'exclame avec fierté que Thor n’est pas celui qui a besoin d’être sauvé. Carter lui dit qu’ils sont amis dans un autre monde, incitant Hogan à arrêter le Destructeur et il dit à Carter que ce serait une farce à voir, ce qui amènera Carter à se rendre à lui.
Après qu’elle soit emmenée dans une prison, puis dans une cellule, Carter sent le Gardien et lui demande s’il regarde, auquel il réplique qu’il est toujours là et demande à Carter si elle est prête à rentrer chez elle. Carter refuse et ajoute qu’il y a encore une chance de sauver leur réalité si elle localise le Précurseur et demande au Gardien s’il sait qui c’est. Le Gardien dit alors qu’il est incapable de voir clairement les événements à venir quand un univers est proche de l’extinction et que la réalité est destinée à mourir et qu’elle ne peut pas changer cela. Carter dit que si elle voit quelqu’un blessé, elle les aidera, mais le Gardien essaie de lui faire changer sa décision en disant qu’elle ne peut pas comprendre les conséquences de ses actions et lui demande ce qui se passera après qu’elle trouve et détruise le Précurseur, question à laquelle Carter répond qu’elle doit essayer parce qu'elle est le Captain Carter et dit au Gardien que s’il ne veut pas l’aider, il devrait s'écarter de son chemin, l’incitant à s’échapper.
Carter trouve Bruce Banner dans une cellule voisine, mais il ne quitte pas sa cellule, disant qu’il préfère le calme de sa cellule. Elle distrait ensuite quelques soldats, les incitant à ouvrir le feu sur la porte de la cellule de Banner, il se transforme en Hulk, et sort de sa cellule, tandis que Carter fait un tour sur son dos, et ils vont à la grange de Stark. Banner dit qu’il déteste ce monde, et que les gens bruyants ont tort, et Carter dit alors qu’elle espère qu’elle va le réparer. Le lendemain matin, Stark donne à Banner de l’alcool de grain pour le remettre dans le droit chemin et Stark dit qu’il aurait pu se livrer à quelques pintes hier soir, ce qui l’a conduit à terminer son invention, ce qui laisse Banner et Carter stupéfaits. Carter demande à Stark si son invention trouvera le Précurseur et Stark lui dit qu’elle le révélera et les renverra d'où ils sont venus une fois que la Pierre du Temps est insérée à l’intérieur. Rogers, Barnes, Lang et leur équipage disent que l’assaut du château est leur truc.
Au château, Carter leur dit que leur meilleure chance est lors de la prochaine session du tribunal et qu’ils entreront déguisés et se fondront dans la foule, avec Rogers ajoutant que les seigneurs et les dames du royaume seront là et avec de la chance, le Précurseur aussi. Carter a dit que Tony attendra avec l’appareil et qu’elle et Rogers auront la pierre et sauveront le monde. Soudain, une autre faille apparaît, à l’horreur de la foule, et Maximoff tente de la retenir avec ses pouvoirs. Après l’apparition de la faille, Rogers demande à Carter quel est le signal et elle dit que Tony a dit qu’ils le sauraient quand ils le verront. Après que Hulk ait donné le signal, l’équipage a repoussé les gardes et Thor dit à Loki de rejoindre la mêlée et lui a demandé où était son marteau, et Loki lui répond qu’il l’avait égaré. Maximoff dit à Thor qu’ils sont à court de temps. Rogers fait une épée avec Hogan et coupe accidentellement sa plume sur son chapeau, alors il se transforme en monstre : le Freak.
Rogers demande de l’aide à Hulk, et ils combattent Freak. Carter saute devant Thor et lui dit désespérément qu’il doit lui faire confiance et lui remettre le sceptre, auquel Thor réplique qu'il se souvient de la mort d’Hela, et ajoute qu’ils lui ont fait confiance, mais qu'elle les a laissé tomber et demande à l’un des gardes de lui apporter le Tout-Faux. Carter murmure que le Tout-Faux est fait de vibranium et Thor dit que c’était un cadeau de couronnement de T’Challa et que le Wakanda a également été en proie aux failles. Carter et Thor se battent alors, mais Maximoff retient Thor, lui disant qu’ils sont hors du temps, faisant signe à Fury pour obtenir son sceptre, et l’apporter à Stark. Elle essaie de retenir Thor et la faille en même temps, mais Thor la domine, et elle s’effondre, à mesure que la faille devient plus puissante. Le Freak domine également Hulk, et court vers Carter, tandis que Thor aussi. Stark parvient à faire fonctionner la machine, et il se transforme en un gant que Carter porte, et elle tire sur Thor, libérant une explosion verte autour du château.
Après que Carter a activé l’invention de Stark, le Précurseur se révèle être Rogers, qui dit qu’il se souvient d’une bataille avec "un monstre du ciel", (Thanos), qui était "armé d’un gant d’or". Il déclare ensuite qu’il a frappé le Gant de l’Infini dans sa main, mais a accidentellement frappé la Pierre du Temps, qui a changé l’univers entier à l’année 1602, et a effacé les souvenirs de tout le monde sur Terre, transformant la planète en une ère élisabéthaine. Thor presse Carter de terminer la tâche pour laquelle elle a été convoquée, et Rogers utilise le dispositif de Stark et la Pierre du Temps pour revenir à son propre temps, restaurant l’univers à la normale et le sauvant de la destruction.
- Point de Bascule Temporelle : Steve Rogers a frappé la Pierre du Temps qui se trouvait sur la main de Thanos durant la bataille du Wakanda dans Infinity War.
- Ainsi, dans cette version, Steve crée involontairement en 1602 une période "Elizabethesque" empêchant Thanos d’effacer la moitié de l’univers. Scott Lang ne reste pas coincé dans le Royaume quantique.

### Épisode 9:Et si... le Strange Suprême était intervenu?
- Mondial : 30 décembre 2023 sur Disney+

Strange Suprême emmène Captain Carter dans son Sanctum Infinitum, où il révèle qu'il a capturé des "Tueurs d'Univers" pour expier ses péchés, et lui demande de l'aide pour capturer une Tueuse d'Univers en fuite qui a fui vers un univers où HYDRA a utilisé le Tesseract pour détruire le monde. Carter accepte et rencontre Kahhori, qui révèle que Strange a capturé des variants héros et méchants pour alimenter la Forge, un engin qu'il a construit pour ressusciter son univers perdu.
Carter est surprise d'entendre ces accusations sur son ami. C'est à ce moment-là que Strange les ramène dans le Sanctum Infinitum et leur montre ses captifs. Quand il essaie d'emprisonner Kahhori et se montre agressif, Carter réalise que Kahhori disait vrai et que son équipier a de nouveau sombré dans la folie. Alors que Strange tente de tuer Kahhori, Carter libère ses captifs et les deux héroïnes s'enfuient. Elles sont interceptées par un variant de Thanos, (celui que Steve Rogers avait combattu dans l'épisode précédent). Les deux héroïnes se préparent à l'affronter lorsqu'il se transforme en poussière. Carter a la mauvaise surprise de retrouver son ancien équipier Killmonger et découvre avec horreur qu'il est en possession des Pierres d'Infinité. Mais Kahhori utilise ses pouvoirs pour le séparer de son armure et l'envoie rejoindre le combat entre les héros et les méchants. Carter prend l'armure pour elle et se prépare avec Kahhori à affronter Strange.
Ce dernier commence à recapturer ses prisonniers et se prépare à démarrer la Forge. Carter et Kahhori rencontrent différents variants : la Zombie Wanda Maximoff que Kahhori renverra dans son univers puis une variante de Hela commandant une armée de zombies. Carter essaie de la convaincre de l'aider à combattre Strange avant qu'une version de Surtur ne se batte contre Hela. Carter et Kahhori trouvent finalement la Forge et affrontent Strange. Ce dernier tente de tromper Carter avec une illusion de son grand amour, Steve. Mais Carter connaissant l'homme qu'elle aime ne se laisse pas tromper. Puis le sorcier fait apparaître une armée de doubles de lui-même mais ses adversaires exécutent la même contre attaque. Même avec le pouvoir de Kahhori et les six Pierres d'Infinité, les deux héroïnes tiennent tête au Strange Suprême mais n'arrivent pas à le vaincre.
Ce dernier fait alors apparaître un grand portail par lequel tous ses prisonniers restants commencent à tomber dans la Forge. Kahhori et Carter les retiennent mais ne peuvent affronter Strange en même temps qui finit par les dominer. Heureusement voyant les deux héroïnes se battre pour eux, la version de Hela qu'elles ont rencontré ainsi qu'une version de Thor, de Xu Wenwu et un Hulk asgardien leur prêtent leurs armes et Kahhori les renvoie tous dans leurs univers respectifs.
Grâce aux armes de leurs nouveaux alliés, Carter et Kahhori arrivent à vaincre Strange, mais ce dernier se transforme en sa forme démoniaque. Il les attaque à nouveau et les met à terre. Il les charge, mais avec l'aide de Kahhori, Carter utilise les six Pierres d'Infinité pour le frapper à la tête et faire revenir le vrai Strange Suprême. Elle réussit à l'apaiser en lui parlant de Christine. Mais la partie démoniaque de Strange reprend le contrôle et se jette avec Carter dans la Forge qui commence à s'effondrer. Carter réussit à se libérer et à s'agripper à une paroi. Le Démon tente de l'attaquer mais Strange le retient et se sacrifie pour le détruire. Carter ne peut que lancer un regard triste à son ami qui meurt en héros et heureux. Sa mort provoque une gigantesque explosion qui détruit la Forge.
Carter ouvre les yeux et découvre que le Gardien l'a sauvée et transportée chez lui. Il ajoute que Kahhori est saine et sauve et qu'il l'a renvoyée dans son univers. Ils contemplent ensuite l'univers de Strange Suprême que ce dernier a recréé en échange de son sacrifice, ainsi qu'une nouvelle Christine Palmer qui ne le rencontrera jamais comme il a cessé d'exister. Alors que le Gardien et Carter se souviennent du vrai Strange Suprême et le pleurent comme un ami, le Gardien ajoute que Peggy est une vraie héroïne car elle a su réveiller le bien en Strange et qu'elle voit toujours le bien chez les autres. Il ajoute que le Multivers est magnifique et qu'il le protégera à jamais. Le Gardien propose à nouveau à Captain Carter de la ramener dans son univers. Carter accepte mais souhaite d'abord visiter le Multivers en sa compagnie.
- Le Strange Suprême est révélé être le méchant principal de la saison, ayant capturé des héros et des méchants dans le Multivers pour restaurer son univers et son amante Christine. Captain Carter avec l'aide de Kahhori l'aidera à redevenir lui-même et il choisira de se sacrifier pour détruire sa partie démoniaque et restaurer son univers, incluant une nouvelle Christine.
- Le Thanos de 2018 que Steve Rogers a combattu dans l'épisode précédent est vu dans cet épisode, il affronte brièvement Captain Carter et Kahhori avant d'être tué par Killmonger (vu dans la saison 1).
- Des personnages de la Saison 1 apparaissent dans cet épisode : Killmonger, Zola dans le corps d'Infinity Ultron, Infinity Ultron (avant son effacement), le ravageur et Star-Lord T'Challa, le Collectionneur devenu le Roi de la Pègre après la rédemption de Thanos et la Zombie Wanda Maximoff.
- Cet épisode révèle le destin de trois personnages : la Zombie Wanda Maximoff est révélée avoir survécu à l'attaque d'Infinity Ultron puis après avoir été capturée par le Strange Suprême est renvoyée dans son univers par Kahhori. Killmonger et Zola sont libérés de la bulle temporelle puis de la prison du Strange Suprême. Killmonger conservera brièvement les Pierres d'Infinité, mais Kahhori utilisera ses pouvoirs pour lui retirer l'armure d'Infinité contenant les pierres et le renverra dans son univers de même que Zola et tous les autres prisonniers dans le leur.